# لاتكسا

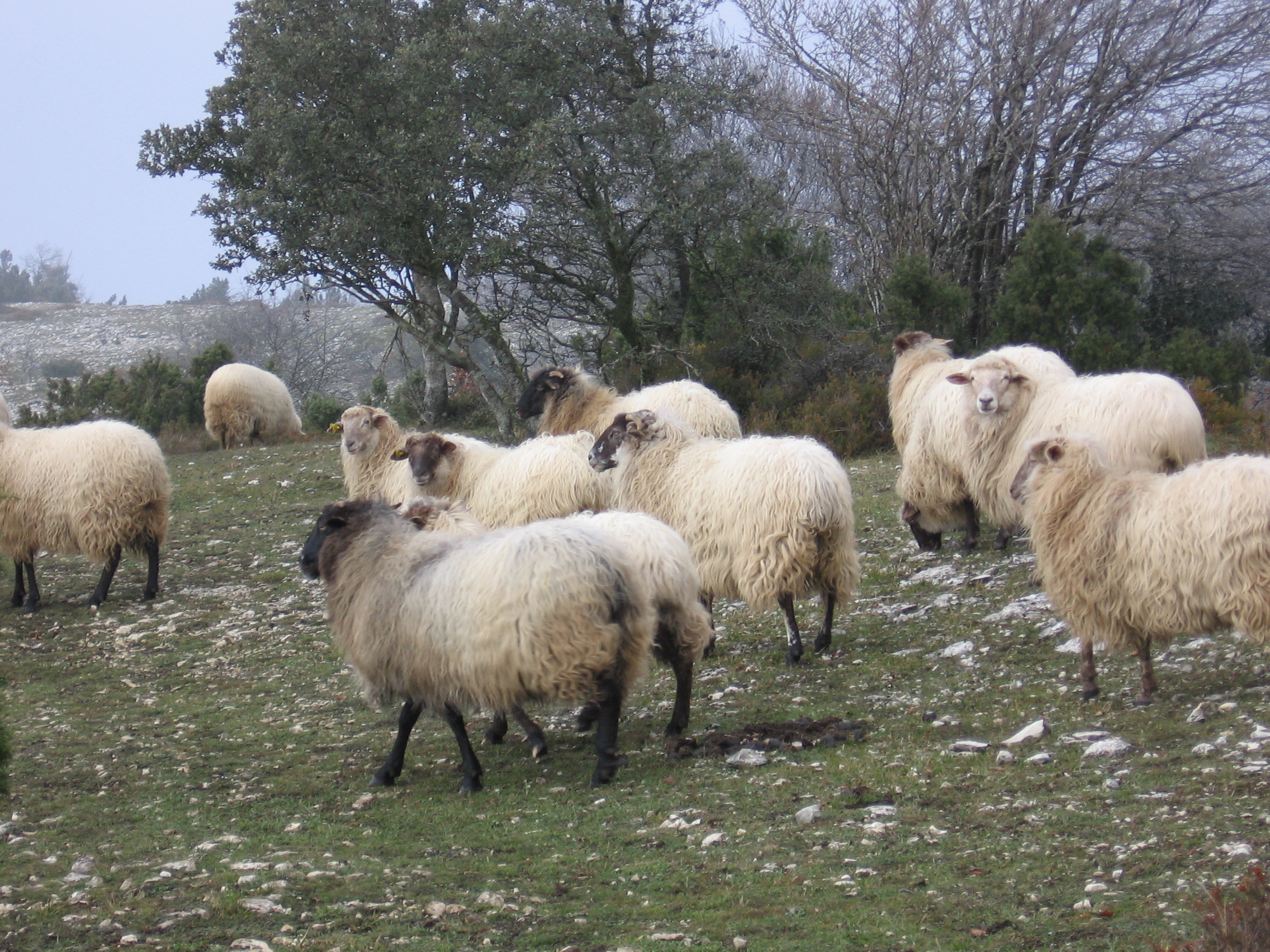
خروف لاتكسا

لاتكسا (بالإسبانية: Latxa) هي سلالة غنم باسكية اٍسبانية.

## مهد السلالة
هي جزء من سلالات غنم بلاد الباسك ذات صوف طويل، لم تتم مصالبتها مع دم ميرينوس بسبب منع اٍستيراد الحيوانات الخارجية. تربى في أقاليم بيسكاي و غيبوثكوا الاٍسبانية.
هناك تحت سلالتين:
- لاتكسا كارا نيقرا : برأس أسود.
- لاتكسا كارا روبيا : برأس أحمر.

## وصلات خارجية
- ورقة سلالة لاتكسا بالاٍسبانية نسخة محفوظة 21 أكتوبر 2014 على موقع واي باك مشين.